# Multimedia Acceleration eXtensions
Multimedia Acceleration eXtensions или MAX — набор процессорных инструкций, расширение системы команд Hewlett-Packard PA-RISC. Разработан для улучшения производительности в мультимедийных приложениях, которые начали преобладать в 1990-х годах. Команды MAX оперируют 32-х или 64-битными SIMD типами данных, состоящими из множества 16-битных значений, которые был упакованы и находились в регистрах общего назначения. Набор функциональных возможностей включал различные виды сложения, вычитания и сдвигов.
Первая версия, MAX-1, расширяла 32-битную систему команд PA-RISC 1.1. MAX-1 впервые была реализована в микропроцессоре PA-7100LC в 1994 году. Его обычно называют первым SIMD-расширением для процессорной системы команд. Вторая версия, MAX-2, расширяла 64-битную систему команд PA-RISC 2.0. Впервые была реализована в микропроцессоре PA-8000 в 1996 году.

## MAX-1
| Instruction | Description                                                 |
| ----------- | ----------------------------------------------------------- |
| HADD        | Параллельное сложение по модулю                             |
| HADD,ss     | Параллельное сложение с насыщением со знаком                |
| HADD,us     | Параллельное беззнаковое сложение с насыщением              |
| HSUB        | Параллельное вычитание по модулю                            |
| HSUB,ss     | Параллельное вычитание с насыщением со знаком               |
| HSUB,us     | Параллельное беззнаковое вычитание с насыщением             |
| HAVE        | Параллельное вычисление среднего                            |
| HSHLADD     | Параллельный сдвиг влево и сложение с насыщением со знаком  |
| HSHRADD     | Параллельный сдвиг вправо и сложение с насыщением со знаком |

## MAX-2
Команды MAX-2 выполняли операции над несколькими 64-битными целочисленным значениями. Все имели задержку в 1 такт в процессоре PA-8000 и производных от него.
| Instruction | Description                                                 |
| ----------- | ----------------------------------------------------------- |
| HADD        | Параллельное сложение по модулю                             |
| HADD,ss     | Параллельное сложение с насыщением со знаком                |
| HADD,us     | Параллельное беззнаковое сложение с насыщением              |
| HSUB        | Параллельное вычитание по модулю                            |
| HSUB,ss     | Параллельное вычитание с насыщением со знаком               |
| HSUB,us     | Параллельное беззнаковое вычитание с насыщением             |
| HSHLADD     | Параллельный сдвиг влево и сложение с насыщением со знаком  |
| HSHRADD     | Параллельный сдвиг вправо и сложение с насыщением со знаком |
| HAVG        | Параллельное вычисление среднего                            |
| HSHR        | Параллельный сдвиг вправо со знаком                         |
| HSHR,u      | Параллельный сдвиг вправо без знака                         |
| HSHL        | Параллельный сдвиг влево                                    |
| MIXH        | Смешивание                                                  |
| MIXW        | Смешивание                                                  |
| PERMH       | Перестановка                                                |